# Dangin
Dangin är en ort i Australien. Den ligger i kommunen Quairading och delstaten Western Australia, omkring 140 kilometer öster om delstatshuvudstaden Perth.
Trakten runt Dangin är nära nog obefolkad, med mindre än två invånare per kvadratkilometer.. Närmaste större samhälle är Quairading, nära Dangin.